# Nuoto ai Giochi della X Olimpiade - 200 metri rana maschili
La competizione 200 metri rana maschili di nuoto dei Giochi della X Olimpiade si è svolta nei giorni dall'11 al 13 agosto 1932 al Los Angeles Swimming Stadium.

## Risultati

### Primo turno
Si svolse l'11 agosto. I primi due di ogni serie più il miglior tempo degli esclusi furono ammessi alle semifinali.
| Pos. | Atleta             | Nazione     | Tempo  |
| ---- | ------------------ | ----------- | ------ |
| 1    | Yoshiyuki Tsuruta  | Giappone    | 2'46"2 |
| 2    | Jikirum Adjaluddin | Filippine   | 2'49"9 |
| 3    | Ulysse Cartonnet   | Francia     | 2'50"8 |
| 4    | Basil Francis      | Stati Uniti | 2'57"2 |
| 5    | Sigfrid Heyner     | Svezia      | 3'00"7 |
| 6    | Harry Forsell      | Brasile     | 3'14"6 |

| Pos. | Atleta               | Nazione     | Tempo    |
| ---- | -------------------- | ----------- | -------- |
| 1    | Reizō Koike          | Giappone    | 2'46"2 = |
| 2    | Erwin Sietas         | Germania    | 2'51"0   |
| 3    | Justo José Caraballo | Argentina   | 2'55"2   |
| 4    | Edwin Moles          | Stati Uniti | 2'56"8   |
| 5    | Dick Wyndham         | Canada      | 3'12"4   |

| Pos. | Atleta            | Nazione     | Tempo  |
| ---- | ----------------- | ----------- | ------ |
| 1    | Teófilo Yldefonso | Filippine   | 2'53"7 |
| 2    | Walter Spence     | Canada      | 2'56"5 |
| 3    | Alfred Schoebel   | Francia     | 2'56"6 |
| 4    | John Paulsen      | Stati Uniti | 3'00"1 |
| 5    | Pablo Zierold     | Messico     | 3'15"2 |

| Pos. | Atleta          | Nazione   | Tempo  |
| ---- | --------------- | --------- | ------ |
| 1    | Toivo Reingoldt | Finlandia | 2'53"6 |
| 2    | Shigeo Nakagawa | Giappone  | 2'55"0 |

### Semifinali
Si svolsero il 12 agosto. I primi tre di ogni serie furono ammessi alla finale.
| Pos. | Atleta             | Nazione   | Tempo  |
| ---- | ------------------ | --------- | ------ |
| 1    | Reizō Koike        | Giappone  | 2'44"9 |
| 2    | Yoshiyuki Tsuruta  | Giappone  | 2'45"4 |
| 3    | Jikirum Adjaluddin | Filippine | 2'50"2 |
| 4    | Ulysse Cartonnet   | Francia   | 2'50"9 |
| 5    | Toivo Reingoldt    | Finlandia | 2'54"9 |

| Pos. | Atleta            | Nazione   | Tempo  |
| ---- | ----------------- | --------- | ------ |
| 1    | Erwin Sietas      | Germania  | 2'47"6 |
| 2    | Teófilo Yldefonso | Filippine | 2'48"4 |
| 3    | Shigeo Nakagawa   | Giappone  | 2'52"4 |
| 4    | Walter Spence     | Canada    | 2'52"7 |

### Finale
Si svolse il 13 agosto.
| Pos.    | Atleta             | Nazione   | Tempo  |
| ------- | ------------------ | --------- | ------ |
| Oro     | Yoshiyuki Tsuruta  | Giappone  | 2'45"4 |
| Argento | Reizō Koike        | Giappone  | 2'46"6 |
| Bronzo  | Teófilo Yldefonso  | Filippine | 2'47"1 |
| 4       | Erwin Sietas       | Germania  | 2'48"0 |
| 5       | Jikirum Adjaluddin | Filippine | 2'49"2 |
| 6       | Shigeo Nakagawa    | Giappone  | 2'52"8 |